# Ойльгем
Ойльгем (нім. Eulgem) — громада в Німеччині, розташована в землі Рейнланд-Пфальц. Входить до складу району Кохем-Целль. Складова частина об'єднання громад Кайзерзеш.
Площа — 3,01 км2. Населення становить 192 ос. (станом на 31 грудня 2020).